# 倉敷市立中洲小学校
倉敷市立中洲小学校（くらしきしりつ なかすしょうがっこう）は、岡山県倉敷市中洲地区にある公立小学校。

## 概要
- 運動場のほぼ真ん中にある大きなくすのきがシンボルである[1][注釈 1]。
- 倉敷市内の小学校の中では、比較的にマンモス校である[3]。
- 卒業すると、公立進学の場合、大多数が西中学校へ進学するが、少数ながら校区内の中島居住者は南中学校へ進学する[4][5]。

## 沿革
《主要な出典：》
- 1924年（大正13年）3月31日 - 酒津尋常小学校、水江尋常高等小学校、中島尋常小学校が合併し、中洲尋常高等小学校となる。
- 1925年（大正14年）7月1日 - 新築校舎（現在地）に移転[8]。所在地は岡山県都窪郡中洲村[注釈 2]大字水江（現在地）[9]。
- 1941年（昭和16年）4月1日 - 中洲国民学校と改称。
- 1947年（昭和22年）4月1日 - 学制改革により、倉敷市立中洲小学校と改称。同時に高等科廃止。
- 1952年（昭和27年）7月5日 - 新校舎落成式が行われる。
- 1969年（昭和44年）4月1日 - 学区変更により、中島小学校と分離する。
- 1983年（昭和58年）11月23日 - 創立110周年記念式典が行われる[注釈 3]。
- 2024年（令和06年）1月27日 - 「中洲小150周年をお祝いする会」が行われる[注釈 3][2]。

## 通学区域が隣接している学校
- 倉敷市立菅生小学校
- 倉敷市立万寿小学校
- 倉敷市立老松小学校
- 倉敷市立大高小学校
- 倉敷市立中島小学校
- 倉敷市立西阿知小学校
- 倉敷市立柳井原小学校
- 総社市立清音小学校